# Jojutla de Juárez
Jojutla de Juárez es un municipio del estado de Morelos, situada en su región sur, es conocida por contar en su entorno por numerosos balnearios vacacionales. Es cabecera del municipio de Jojutla. Su clima es semiseco y cálido.

## Etimología
Su nombre proviene de la eufonía del español del topónimo náhuatl Xoxoutla, "lugar donde abunda la pintura azul". Deriva de xoxou-ki o color azul, en referencia a que en el lugar se cultivaba una planta así llamada ocupada como tintura azul.
La ciudad de Jojutla, representa el 45% del total de la Población municipal está localizado a 45 kilómetros de la ciudad de Cuernavaca. Es atravesada por el río Apatlaco que tiene un índice considerable de contaminación debido a la descarga de desechos del cercano Ingenio azucarero Emiliano Zapata en el municipio de Zacatepec. Una de las actividades principales es el cultivo de la caña de azúcar y arroz. Asimismo, Jojutla es famoso sobre todo porque debido a su clima calurosa la mayor parte del año, es ideal para los turistas procedentes de la Ciudad de México por su cercanía a atractivos parques acuáticos y balnearios: La plata, El Rollo, El paraíso, Aquasplash e ISSSTehuixtla (Tehuixtla), entre otros, así como el lago de Tequesquitengo. Cada año se realiza la tradicional feria del Señor de Tula entre el 17 de diciembre y el 10 de enero.
Su principal economía es el comercio que es caracterizado por la venta de mayoreo y menudeo de abarrotes así como de calzado. También cuenta con una procesadora de arroz, que es cultivado en sus alrededores.

## Historia

### Terremoto de 2017
El 19 de septiembre de 2017, Jojutla fue azotado por un sismo de magnitud 7.1 a las 13:14 h, apenas unas horas después del macro simulacro del 32 aniversario del Terremoto de 1985. Jojutla fue la ciudad más afectada por dicho sismo en el Estado de Morelos, así como una de las más afectadas a nivel nacional.

## Tradiciones

### Señor de Tula
Es la festividad religiosa más importante en este municipio que da pie a la feria del señor de Tula cada 1 de enero. La leyenda cristiana  dice El Cristo Crucificado color negro, o Señor de Tula, lo encontró o se le apareció al Arriero José Cerón, el 30 de septiembre de 1722, en los campos o potrero del Tular, de la Hacienda de San Gabriel Las Palmas, hoy Municipio de Amacuzac, Morelos.
Al cortar un árbol, de los llamados cubata, notó que  escurría  sangre  de  él,  encontrando que  dentro estaba un Crucifijo Negro, ante autoridades eclesiásticas  y  bajo  juramento  de  verdad  relata  el hecho. El Crucifijo fue trasladado a la Capilla de la Hacienda, de donde desaparece en cuatro ocasiones, y reapareciendo o regresándose al Campo del Tular. 
Interviniendo las autoridades religiosas, tal vez por sugerencia de los hacendados que temían y no les convenía que se formara un pueblo cerca, porque muchos venían a ver la Imagen aparecida, los Padres Dominicos trasladan la Imagen al Convento de Santo Domingo, de Tlaquiltenango, el día 1 de enero de 1723. José Cerón venía en la Procesión gustosa.
El quinto viernes de Cuaresma, al comenzar la Santa Misa matutina, la Imagen estaba presente, pero después de la consagración, sacerdotes y fieles se dan cuenta de que la imagen ha desaparecido inexplicablemente. Por la tarde, como a las 2:00 PM, gente de Jojutla les notifica que la Imagen ha aparecido como a las 9:00 AM en el Templo de Nuestra Señora de Guadalupe, en Jojutla (situado aún al lado oriente del Santuario, hoy Parroquia de San Miguel Arcángel). 
Ese mismo día la regresan, pero el 4 de julio, en la mañana entre 11 y 12 vuelve a desaparecer, (Las apariciones y desapariciones fueron durante el día) lo mismo sucede los primeros días de septiembre, devolviendo la Imagen y desapareciendo de Tlaquiltenango y apareciendo hasta en tres ocasiones en el Altar Mayor del Templo de Nuestra Señora, por tal motivo, los Frailes determinan, entregarla a los fieles de Jojutla, pueblo que el Señor había elegido como suyo, más de 2,000 personas la reciben antes del alba en el Pochotl (Pochote, hoy por Vista Alegre) celebrándose la primera fiesta en honor al “Señor de Tula”, como la gente la quiso llamar; el 14 de septiembre de 1723, a un año de su aparición en el campo del Tular.
Después de varios años y debido seguramente al mal estado del Templo de Nuestra Señora, la Imagen fue  colocada  en  el  altar  mayor  del  templo  de  San Miguel  Arcángel  (situado  aún  al  lado  oriente  del Templo de Nuestra Señora).
- “Apuntaciones   Históricas   de   Xoxutla   a Tlaquiltenango”. 1923 Presbítero D. Agapito Mateo Minos.

Investigaciones recientes por parte del astrónomo Andrés Eloy Martínez Rojas, han revelado que la leyenda religiosa tiene sus raíces en una serie de conjunciones planetarias entre Júpiter y Saturno en el siglo XVIII, que provocaron mucha inquietud en Europa entre los astrónomos de esa época.
Esta teoría ha recibido el respaldo del arqueo astrónomo de la UNAM Jesús Galindo.

## Cráter Jojutla
Jojutla tiene un cráter en el planeta Marte con ese mismo nombre, luego de que el científico ciudadano Andrés Eloy Martínez Rojas lo propusiera ante la Unión Astronómica Urania en el año 2003, siendo aprobado en 2006. El cráter se encuentra muy cerca del polo norte de Marte con un diámetro de 19 kilómetros en una región conocida como Olimpia Planitia.

## Festividades
- Feria de Año Nuevo del 1 al 10 de enero en la ciudad de Jojutla de Juárez. (Con casi 300 años de tradición en el año 2017 se interrumpió la celebración debido a los estragos causados en la entidad el terremoto del 19/09)
- Del Día de la Bandera del 24 al 28 de febrero en Jicarero.
- Semana Santa en Jojutla.
- Semana cultural del 21 al 29 de marzo en Jojutla.
- 24 de junio fiesta de San Juan en Panchimalco.
- 8 de septiembre (Tierra Santa)  Tlatenchi Centro.
- Fiestas patrias del 8 al 17 de septiembre en Jojutla.
- 4 de octubre San Francisco en Higuerón.
- De la Virgen del Rosario el primer domingo de octubre en Tehuixtla 5 días.
- 1 y 2 de noviembre: Día de Muertos.
- La Revolución mexicana el 20 de noviembre.
- 11 y 12 de diciembre Nuestra Señora de Guadalupe.
- Del 16 al 25 de diciembre, posadas y Navidad.